# Aleksandar Rodić
‎
Aleksandar Rodić, slovenski nogometaš, * 26. december 1979, Kozarska Dubica, Jugoslavija.
Rodić je po dveh letih igranja nogometa v Sloveniji pri ND Gorica, zaprosil za slovensko državljanstvo. Že na svoji drugi tekmi je zabil gol. Po igranju za ND Gorica je prestopil v angleški Portsmouth F.C. Najprej je bil pri tem klubu rezervni igralec, kasneje pa ni prišel niti v izbor za igranje na tekmah. Klub se je zato odločil, da ga posodi v Kayserispor v turško 1. ligo. Od tam je prestopil v Litex Lovech v Bolgarijo. Trenutno igra za UF Monfalcone v Serie B.